# Antoine Hue
Pour les articles homonymes, voir Hue.
Antoine Hue, né le 17 décembre 2004 à Ploemeur, est un coureur cycliste français.

## Biographie

### Débuts et carrière amateur
Antoine Hue réside à Montfort-sur-Meu, une commune située dans le département d'Ille-et-Vilaine (Bretagne). Fils d'un ancien cycliste amateur,, il prend sa première licence durant sa jeunesse au Dynamic Club Quédillac. Il obtient ses premières victoires en catégorie minime. 
En 2021, il intègre le VC Pays de Loudéac pour son entrée chez les juniors (moins de 19 ans). Décrit comme un « puncheur-sprinteur », il se distingue lors de la saison 2022 en remportant cinq courses au niveau fédéral. Il se classe par ailleurs deuxième du championnat de Bretagne juniors, ou encore septième de la Ronde des vallées. 
Il réalise ensuite ses débuts espoirs en 2023, tout en suivant des études en licence STAPS. Auteur de dix-sept tops 10, il termine notamment deuxième de deux étapes sur le Tour de Côte-d'Or, troisième du Souvenir Louison-Bobet et neuvième du championnat de France espoirs. Ses bons résultats lui permettent de signer un premier contrat professionnel avec l'équipe continentale CIC U Nantes Atlantique.

### Carrière professionnelle
Antoine Hue fait ses débuts professionnels en février 2024 sur le Tour de La Provence. Il enchaîne avec la Faun-Ardèche Classic, où il participe à la première échappée. Le lendemain, il est de nouveau échappé sur la Drôme Classic. On le retrouve aussi à l'avant de la course sur Paris-Camembert, au mois de mars. 

## Palmarès
- 2021
  - 2e de la Ronde du Printemps
- 2022
  -  Champion de France du relais mixte juniors
  - 2e étape du Grand Prix KBA Vérandaline
  - 2e étape du Tour du Couesnon Marche de Bretagne
  - 4e étape du Tour de l'Eure Juniors
  - 2e étape du Trophée Sébaco Juniors
  - 3e étape de La SportBreizh Juniors
  - 2e du Trophée Sébaco Juniors
  - 2e du championnat de Bretagne sur route juniors
  - 3e du Trophée Louison-Bobet
  - 3e du Grand Prix KBA Vérandaline
  - 3e du Tour du Couesnon Marche de Bretagne
- 2023
  - 2e de Plaintel-Plaintel
  - 3e de l'Étoile de Tressignaux
  - 3e du Souvenir Louison-Bobet